# 岡山県道321号神代勝山線
岡山県道321号神代勝山線（おかやまけんどう321ごう こうじろかつやません）は、岡山県真庭市を通る一般県道である。

## 概要
真庭市神代と真庭市本郷を結ぶ。

### 路線データ
- 起点：真庭市神代（国道181号交点）
- 終点：真庭市本郷（国道313号交点）
- 総延長：4.4 km

## 歴史
- 1960年（昭和35年）3月18日 - 岡山県告示第335号により認定される。
- 1972年（昭和47年） - 岡山県の県道番号再編により現行の路線番号に変更される。
- 2005年（平成17年）3月31日 - 新庄村を除く真庭郡の町村と上房郡北房町が対等合併して真庭市が発足したことに伴い起終点の地名表記が変更される。

## 地理

### 通過する自治体
- 真庭市

### 交差する道路
| 交差する道路 | 交差する場所 | 交差する場所 |
| ------------ | ------------ | ------------ |
| 国道181号    | 神代         | 起点         |
| 国道313号    | 本郷         | 終点         |

### 沿線
- サンフォレストゴルフクラブ
- 真庭市立勝山中学校
- 真庭市立勝山小学校
- 旭川

### 峠
- 杉ヶ乢（すぎがたわ、真庭市神代 - 真庭市本郷間）